# مادس ليند
مادس ليند (بالدنماركية: Mads Lind)‏ مواليد 7 يوليو 1980، هو لاعب كرة يد دانمركي. يلعب حاليا مع نادي آرهوس لكرة اليد في الدوري الدنماركي لكرة اليد ويحمل الرقم 13. في سنة 2002 فشل في اختبار كشف المنشطات.